# Campionatul Mondial de Fotbal 2010 — Grupa A
Articolul principal:Campionatul Mondial de Fotbal 2010

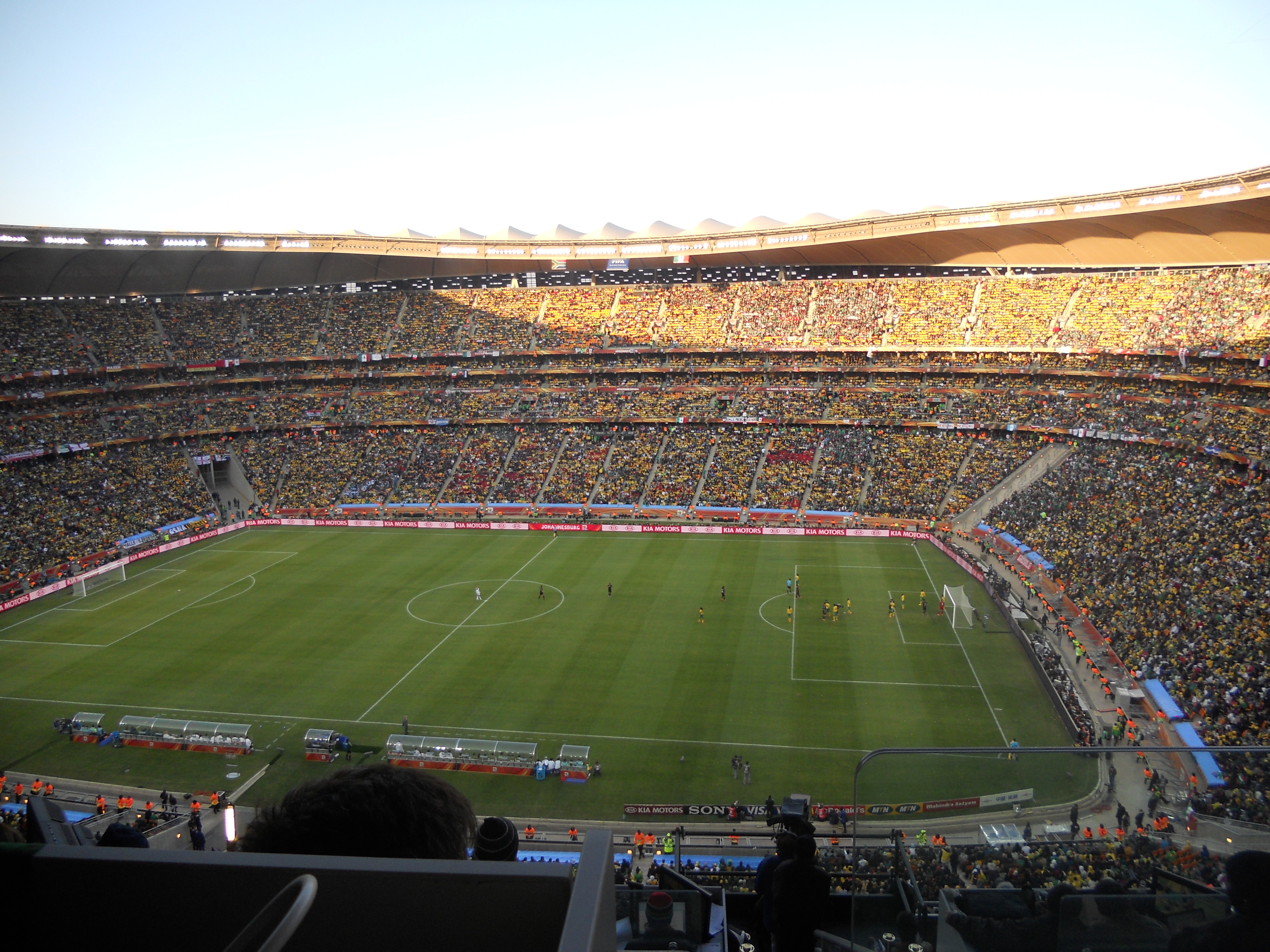
Primul meci al Campionatului Mondial de Fotbal 2010

Meciurile din Grupa A a Campionatului Mondial de Fotbal 2010 se vor desfășura între 11 iunie- 22 iunie 2010. Grupa A este formată din echipele Mexicului, Uruguayului, Franței și țara gazdă Africa de Sud. Franța și Uruguay s-au mai întâlnit la Campionatul Mondial de Fotbal din 2002; meciul s-a terminat 0-0. Aceasta este de asemenea a doua oară când Franța, Uruguay și Mexic au fost trase la sorți în aceeași grupă cu țara gazdă; ultima dată a fost în 1966 când Anglia și Uruguay au mers mai departe. 
Câștigătorii acestei grupe vor merge mai departe și vor juca cu locul 2 din Grupa B.
| Echipa        | M | V | E | Î | GM | GP | G  | Pct |
| ------------- | - | - | - | - | -- | -- | -- | --- |
| Uruguay       | 3 | 2 | 1 | 0 | 4  | 0  | +4 | 7   |
| Mexic         | 3 | 1 | 1 | 1 | 3  | 2  | +1 | 4   |
| Africa de Sud | 3 | 1 | 1 | 1 | 3  | 5  | −2 | 4   |
| Franța        | 3 | 0 | 1 | 2 | 1  | 4  | −3 | 1   |

## Africa de Sud v Mexic
Africa de Sud v Mexic a fost meciul de deschidere de la Campionatul Mondial de Fotbal 2010, a avut loc pe 11 iunie 2010. Descris ca fiind un meci „captivant”, Africa de Sud a deschis scorul în minutul 55  prin Siphiwe Tshabalala din pasa lui Teko Modise. Căpitanul Mexicului Rafael Márquez a marcat după un corner în minutul 79. În ultimele minute ale meciului, Katlego Mphela a fost aproape să marcheze un gol câștigător pentru Africa de Sud, dar șutul său a ricoșat din bară.
Tshabalala a fost numit omul meciului. Antrenorul Africii de Sud, Carlos Alberto Parreira a spus că rezultatul a fost „cinstit”, în timp ce Javier Aguirre a spus „puteam câștiga, puteam pierde”.
| Africa de Sud  | 1 - 1   | Mexic       |
| -------------- | ------- | ----------- |
| Tshabalala 55' | Cronica | Márquez 79' |

| Africa de Sud | Mexic |

| Africa de Sud:          |    |                        |     |     |
|                         |    |                        |     |     |
| P                       | 16 | Itumeleng Khune        |     |     |
| F                       | 2  | Siboniso Gaxa          |     |     |
| F                       | 4  | Aaron Mokoena (c)      |     |     |
| M                       | 8  | Siphiwe Tshabalala     |     |     |
| A                       | 9  | Katlego Mphela         |     |     |
| M                       | 10 | Steven Pienaar         |     | 83' |
| M                       | 11 | Teko Modise            |     |     |
| M                       | 12 | Reneilwe Letsholonyane |     |     |
| M                       | 13 | Kagisho Dikgacoi       | 27' |     |
| F                       | 15 | Lucas Thwala           |     | 46' |
| F                       | 20 | Bongani Khumalo        |     |     |
| Schimbări:              |    |                        |     |     |
| F                       | 3  | Tsepo Masilela         | 70' | 46' |
| A                       | 17 | Bernard Parker         |     | 83' |
| Antrenor:               |    |                        |     |     |
| Carlos Alberto Parreira |    |                        |     |     |

| Mexic:         |    |                     |     |     |
|                |    |                     |     |     |
| P              | 1  | Óscar Pérez         |     |     |
| F              | 2  | Francisco Rodríguez |     |     |
| F              | 3  | Carlos Salcido      |     |     |
| F              | 4  | Rafael Márquez      |     |     |
| F              | 5  | Ricardo Osorio      |     |     |
| M              | 6  | Gerardo Torrado (c) | 57' |     |
| A              | 9  | Guillermo Franco    |     | 73' |
| A              | 11 | Carlos Vela         |     | 69' |
| F              | 12 | Paul Aguilar        |     | 55' |
| F              | 16 | Efraín Juárez       | 18' |     |
| M              | 17 | Giovani dos Santos  |     |     |
| Schimbări:     |    |                     |     |     |
| A              | 10 | Cuauhtémoc Blanco   |     | 69' |
| A              | 14 | Javier Hernández    |     | 73' |
| M              | 18 | Andrés Guardado     |     | 55' |
| Antrenor:      |    |                     |     |     |
| Javier Aguirre |    |                     |     |     |

| Omul meciului: Ricardo Osorio Arbitrii asistenți: Rafael Ilyasov Bakhadyr Kochkarov Arbitrul de rezervă: Subkhiddin Mohd Salleh |

## Uruguay v Franța
| Uruguay | 0-0     | Franța |
| ------- | ------- | ------ |
|         | Cronica |        |

| Uruguay | Franța |

| URUGUAY:      |    |                    |         |     |
|               |    |                    |         |     |
| P             | 1  | Fernando Muslera   |         |     |
| F             | 6  | Mauricio Victorino | 59'     |     |
| F             | 2  | Diego Lugano (c)   | 90+3'   |     |
| F             | 3  | Diego Godín        |         |     |
| F             | 16 | Maxi Pereira       |         |     |
| M             | 17 | Egidio Arévalo     |         |     |
| M             | 15 | Diego Pérez        |         | 88' |
| F             | 11 | Álvaro Pereira     |         |     |
| M             | 18 | Ignacio González   |         | 63' |
| A             | 10 | Diego Forlán       |         |     |
| A             | 9  | Luis Suárez        |         | 74' |
| Schimbări:    |    |                    |         |     |
| M             | 14 | Nicolás Lodeiro    | 65' 81' | 63' |
| A             | 13 | Sebastián Abreu    |         | 74' |
| M             | 8  | Sebastián Eguren   |         | 88' |
| Antrenor:     |    |                    |         |     |
| Oscar Tabárez |    |                    |         |     |

| FRANȚA:          |    |                     |     |     |
|                  |    |                     |     |     |
| P                | 1  | Hugo Lloris         |     |     |
| F                | 2  | Bacary Sagna        |     |     |
| F                | 5  | William Gallas      |     |     |
| F                | 3  | Éric Abidal         |     |     |
| F                | 13 | Patrice Evra (c)    | 12' |     |
| M                | 14 | Jérémy Toulalan     | 68' |     |
| M                | 8  | Yoann Gourcuff      |     | 75' |
| M                | 19 | Abou Diaby          |     |     |
| M                | 10 | Sidney Govou        |     | 85' |
| M                | 7  | Franck Ribéry       | 19' |     |
| A                | 21 | Nicolas Anelka      |     | 72' |
| Schimbări:       |    |                     |     |     |
| A                | 12 | Thierry Henry       |     | 72' |
| M                | 15 | Florent Malouda     |     | 75' |
| A                | 11 | André-Pierre Gignac |     | 85' |
| Antrenor:        |    |                     |     |     |
| Raymond Domenech |    |                     |     |     |

| Omul meciului: Diego Forlán Arbitrul asistent: Toru Sagara Jeong Hae Sang Arbitrul de rezervă: Joel Aguilar |

## Africa de Sud v Uruguay
| Africa de Sud | 0 — 3   | Uruguay                               |
| ------------- | ------- | ------------------------------------- |
|               | Cronica | Forlan 24' 80' (pen) Á. Pereira 90+5' |

| Africa de Sud | Uruguay |

| Africa de Sud:          |    |                        |    |     |
|                         |    |                        |    |     |
| P                       | 16 | Itumeleng Khune        |    |     |
| F                       | 2  | Siboniso Gaxa          |    |     |
| F                       | 4  | Aaron Mokoena (c)      |    |     |
| F                       | 20 | Bongani Khumalo        |    |     |
| F                       | 3  | Tsepo Masilela         |    |     |
| M                       | 8  | Siphiwe Tshabalala     |    |     |
| M                       | 13 | Kagisho Dikgacoi       |    |     |
| M                       | 12 | Reneilwe Letsholonyane |    |     |
| M                       | 11 | Teko Modise            |    |     |
| A                       | 10 | Steven Pienaar         | 6' |     |
| A                       | 9  | Katlego Mphela         |    |     |
| Schimbări:              |    |                        |    |     |
| M                       | 19 | Surprise Moriri        |    | 57' |
| P                       | 1  | Moeneeb Josephs        |    | 79' |
| Antrenor:               |    |                        |    |     |
| Carlos Alberto Parreira |    |                        |    |     |

| URUGUAY:      |    |                     |  |     |
|               |    |                     |  |     |
| P             | 1  | Fernando Muslera    |  |     |
| F             | 16 | Maxi Pereira        |  |     |
| F             | 2  | Diego Lugano (c)    |  |     |
| F             | 3  | Diego Godín         |  |     |
| F             | 4  | Jorge Fucile        |  |     |
| M             | 15 | Diego Pérez         |  |     |
| M             | 17 | Egidio Arévalo      |  |     |
| M             | 11 | Álvaro Pereira      |  |     |
| M             | 10 | Diego Forlán        |  |     |
| A             | 9  | Luis Suárez         |  |     |
| A             | 7  | Edinson Cavani      |  |     |
| Schimbări:    |    |                     |  |     |
| M             | 20 | Álvaro Fernández    |  | 71' |
| A             | 21 | Sebastián Fernández |  | 89' |
| M             | 5  | Walter Gargano      |  | 90' |
| Antrenor:     |    |                     |  |     |
| Oscar Tabárez |    |                     |  |     |

| Omul meciului: Luis Suárez Arbitrul asistent: Matthias Arnet (Elveția) Francesco Buragina (Elveția) Arbitrul de rezervă: Wolfgang Stark (Germania) |

## Franța v Mexic
| Franța | 0 - 2   | Mexic                           |
| ------ | ------- | ------------------------------- |
|        | Cronica | Hernández 64' Blanco 79' (pen.) |

| Franța | Mexic |

| FRANȚA:          |    |                  |
|                  |    |                  |
| P                | 1  | Hugo Lloris      |
| FD               | 2  | Bacary Sagna     |
| FC               | 5  | William Gallas   |
| FC               | 3  | Éric Abidal      |
| FS               | 13 | Patrice Evra (c) |
| MC               | 14 | Jérémy Toulalan  |
| MC               | 19 | Abou Diaby       |
| MD               | 10 | Sidney Govou     |
| MO               | 7  | Franck Ribéry    |
| MS               | 15 | Florent Malouda  |
| A                | 21 | Nicolas Anelka   |
| Antrenor:        |    |                  |
| Raymond Domenech |    |                  |

| MEXIC:         |    |                            |    |     |
|                |    |                            |    |     |
| P              | 1  | Óscar Pérez                |    |     |
| FD             | 5  | Ricardo Osorio             |    |     |
| FC             | 15 | Héctor Moreno              |    |     |
| FC             | 2  | Francisco Javier Rodríguez |    |     |
| FS             | 3  | Carlos Salcido             |    |     |
| MC             | 4  | Rafael Márquez (c)         |    |     |
| MC             | 16 | Efraín Juárez              |    |     |
| MC             | 6  | Gerardo Torrado            |    |     |
| MD             | 17 | Giovani dos Santos         |    |     |
| MS             | 11 | Carlos Vela                |    | 31' |
| A              | 9  | Guillermo Franco           | 4' |     |
| Schimbări:     |    |                            |    |     |
| M              | 7  | Pablo Barrera              |    | 31' |
| Antrenor:      |    |                            |    |     |
| Javier Aguirre |    |                            |    |     |

| Omul meciului: Javier Hernández Arbitrul asistent: Hassan Kamranifar (Iran) Saleh Al Marzouqi (Emiratele Arabe Unite) Arbitrul de rezervă: Matthew Taro (Insulele Solomon) |

## Mexic v Uruguay
| Mexic | 0 - 1   | Uruguay    |
| ----- | ------- | ---------- |
|       | Cronică | Suárez 43' |

| Mexic | Uruguay |

| MEXIC:         |    |                       |     |     |
|                |    |                       |     |     |
| GK             | 1  | Óscar Pérez           |     |     |
| RB             | 5  | Ricardo Osorio        |     |     |
| CB             | 2  | Francisco Rodríguez   |     |     |
| CB             | 15 | Héctor Moreno         |     | 57' |
| LB             | 3  | Carlos Salcido        |     |     |
| CM             | 4  | Rafael Márquez        |     |     |
| RM             | 6  | Gerardo Torrado       |     |     |
| LM             | 18 | Andrés Guardado       |     | 46' |
| SS             | 17 | Giovani dos Santos    |     |     |
| SS             | 10 | Cuauhtémoc Blanco (c) |     | 63' |
| CF             | 9  | Guillermo Franco      |     |     |
| Schimbări:     |    |                       |     |     |
| MF             | 7  | Pablo Barrera         |     | 46' |
| MF             | 8  | Israel Castro         | 86' | 57' |
| FW             | 14 | Javier Hernández      | 77' | 63' |
| Antrenor:      |    |                       |     |     |
| Javier Aguirre |    |                       |     |     |

| URUGUAY:      |    |                    |     |     |
|               |    |                    |     |     |
| GK            | 1  | Fernando Muslera   |     |     |
| RB            | 16 | Maxi Pereira       |     |     |
| CB            | 2  | Diego Lugano (c)   |     |     |
| CB            | 6  | Mauricio Victorino |     |     |
| LB            | 4  | Jorge Fucile       | 68' |     |
| CM            | 15 | Diego Pérez        |     |     |
| RM            | 17 | Egidio Arévalo     |     |     |
| LM            | 11 | Álvaro Pereira     |     | 77' |
| AM            | 10 | Diego Forlán       |     |     |
| CF            | 9  | Luis Suárez        |     | 85' |
| CF            | 7  | Edinson Cavani     |     |     |
| Schimbări:    |    |                    |     |     |
| DF            | 19 | Andrés Scotti      |     | 77' |
| MF            | 20 | Álvaro Fernández   |     | 85' |
| Antrenor:     |    |                    |     |     |
| Óscar Tabárez |    |                    |     |     |

| Omul meciului: Luis Suárez Arbitrii asistenți: Gabor Eros (Ungaria) Tibor Vamos (Ungaria) Arbitru de rezervă: Martin Hansson (Suedia) Arbitru de rezervă: Stefan Wittberg (Suedia) |

## Franța v Africa de Sud
| Franța      | 1 – 2   | Africa de Sud          |
| ----------- | ------- | ---------------------- |
| Malouda 70' | Cronica | Khumalo 20' Mphela 37' |

| Franța | Africa de Sud |

| FRANȚA:          |    |                     |     |     |
|                  |    |                     |     |     |
| P                | 1  | Hugo Lloris         |     |     |
| F                | 2  | Bacary Sagna        |     |     |
| F                | 5  | William Gallas      |     |     |
| F                | 17 | Sébastien Squillaci |     |     |
| F                | 22 | Gaël Clichy         |     |     |
| M                | 18 | Alou Diarra (c)     |     | 82' |
| M                | 19 | Abou Diaby          | 71' |     |
| M                | 11 | André-Pierre Gignac |     | 46' |
| M                | 7  | Franck Ribéry       |     |     |
| M                | 8  | Yoann Gourcuff      | 25' |     |
| A                | 9  | Djibril Cissé       |     | 55' |
| Schimbări:       |    |                     |     |     |
| M                | 15 | Florent Malouda     |     | 46' |
| A                | 12 | Thierry Henry       |     | 55' |
| A                | 10 | Sidney Govou        |     | 82' |
| Antrenor:        |    |                     |     |     |
| Raymond Domenech |    |                     |     |     |

| AFRICA DE SUD:          |    |                    |  |     |
|                         |    |                    |  |     |
| P                       | 1  | Moeneeb Josephs    |  |     |
| F                       | 5  | Anele Ngcongca     |  | 55' |
| F                       | 4  | Aaron Mokoena (c)  |  |     |
| F                       | 20 | Bongani Khumalo    |  |     |
| F                       | 3  | Tsepo Masilela     |  |     |
| M                       | 6  | MacBeth Sibaya     |  |     |
| M                       | 23 | Thanduyise Khuboni |  | 78' |
| M                       | 10 | Steven Pienaar     |  |     |
| M                       | 8  | Siphiwe Tshabalala |  |     |
| A                       | 9  | Katlego Mphela     |  |     |
| A                       | 17 | Bernard Parker     |  | 68' |
| Schimbări:              |    |                    |  |     |
| F                       | 2  | Siboniso Gaxa      |  | 55' |
| A                       | 18 | Siyabonga Nomvethe |  | 68' |
| M                       | 11 | Teko Modise        |  | 78' |
| Antrenor:               |    |                    |  |     |
| Carlos Alberto Parreira |    |                    |  |     |

| Omul meciului: Katlego Mphela Arbitrii asistenți: Abraham Gonzalez (Columbia) Humberto Clavijo (Columbia) Arbitrul de rezervă: Héctor Baldassi (Argentina) |